# 芹叶荠
芹叶荠（学名：Smelowskia calycina）为十字花科芹叶荠属下的一个种。